# Rougiers
Rougiers – miejscowość i gmina we Francji, w regionie Prowansja-Alpy-Lazurowe Wybrzeże, w departamencie Var.
Według danych na rok 1990 gminę zamieszkiwały 834 osoby, a gęstość zaludnienia wynosiła 41 osób/km² (wśród 963 gmin regionu Prowansja-Alpy-W. Lazurowe Rougiers plasuje się na 408. miejscu pod względem liczby ludności, natomiast pod względem powierzchni na miejscu 487.).